# Jesús Flores Magón
Jesus Flores Magón (San Simón, 6 gennaio 1871 – Città del Messico, 7 dicembre 1930) è stato un politico, giurista e giornalista messicano, il maggiore dei fratelli Flores Magón.

## Biografia
Flores Magón nacque a San Simón, nello stato di Oaxaca, il 6 gennaio del 1871, primomogenito dei quattro figli (il secondogenito, Cipriano, nato nel 1872, morì poche settimane dalla propria nascita) di Teodoro Flores, militare liberale di etnia zapoteca, che in passato aveva combattuto, sino a raggiungere il grado di tenente colonnello, nelle file dell'esercito di Benito Juárez, e di Margarita Magón, nativa di Puebla de Zaragoza (nello stato di Puebla) e di origini miste spagnole e mazateche. Trascorse i suoi i primi anni di vita nello Stato in cui nacque, Oaxaca, finché non si trasferì con la famiglia a Città del Messico.
Completò gli studi da avvocato e nel 1900 fondò con i suoi fratelli il giornale Regeneración. Fu il primo dei tre fratelli ad andare in prigione per essersi opposto al regime di Porfirio Díaz. Quando il generale Díaz venne destituito fu chiamato a collaborare con Francisco Madero, capo del nuovo governo. Jesús fu nominato prima sottosegretario alla Giustizia poi segretario di Governo.
Jesús fu il meno radicale dei tre fratelli al punto da rompere con Ricardo ed Enrique a causa del loro estremismo. Quando gli altri due organizzarono dei gruppi di anarchici di diverse nazionalità per tentare di invadere la Bassa California per creare una repubblica socialista indipendente da Messico e Stati Uniti, tentò di intervenire diplomaticamente ma senza successo. Al suo ritorno, in contrasto con Madero rinunciò al suo incarico. Durante gli anni seguenti visse a Città del Messico fino all'ascesa di Venustiano Carranza. Abbandonò allora il suo paese, restandone lontano fino alla morte di Carranza. Morì a Città del Messico il 7 dicembre 1930.